# Президентские выборы в Сенегале (2019)
Президентские выборы 2019 года в Сенегале прошли 24 февраля. Непосредственно перед выборами 14 января 2019 года два оппозиционных кандидата были отстранены от участия в выборах: бывший мэр Дакара Халифа Саль и экс-министр Карим Ваде, так как оба были осуждены за мошенничество с публичными фондами.
Конституционный суд одобрил участие 5 кандидатов. Среди пяти допущенных кандидатов были президент Маки Саль, член парламента от оппозиции Усман Сонко, бывший премьер-министр Идрисса Сек, кандидат от бывшего президента Мадике Нианг и член партии Объединённая ассамблея (PUR) Эль-хаджи Саль.

## Избирательная система
Президент Сенегала избирается по системе абсолютного большинства. Победителем становится кандидат, получивший 50 % + 1 голос. В случае, если ни одному из кандидатов не удалось достичь большинства, организуется второй тур, в который выходят два кандидата, получившие наибольшее количество голосов в первом туре. Набравший во втором туре абсолютное большинство и считается победителем.

## Результаты
Через день после выборов 25 февраля 2019 года премьер-министр Мохамед Дионне заявил, что Саль был переизбран, получив «минимум 57 % голосов», что достаточно, чтобы не проводить 2-й тур, и что Саль также победил в 13 из 14 регионов Сенегала.
| Кандидат                             | Партия                                                 | Голоса    | %     |
| ------------------------------------ | ------------------------------------------------------ | --------- | ----- |
| Маки Саль                            | Альянс за республику                                   | 2 555 426 | 58,26 |
| Идрисса Сек                          | Сенегальская демократическая партия                    | 899 556   | 20,51 |
| Усман Сонко                          | PASTEF — Патриоты Сенегала за работу, этику и братство |           | 15,67 |
| Исса Саль                            | Партия за единство и объединение                       |           | 4,07  |
| Мадике Нианг                         | беспартийный                                           |           | 1,58  |
| Недействительных/пустых бюллетеней   | Недействительных/пустых бюллетеней                     |           | -     |
| Всего                                | Всего                                                  |           | 100   |
| Зарегистрированных избирателей/ Явка |                                                        |           |       |
| Источник: APS                        |                                                        |           |       |